# Walter Martin (Schauspieler)
Walter Martin (* 30. Mai 1901 in Leipzig; † 19. September 1985 in Weimar) war ein deutscher Theater- und Filmschauspieler und Regisseur.

## Leben
1918–1920 nahm Martin in Braunschweig Schauspielunterricht. Er debütierte 1920 am Staatstheater Braunschweig als Moritz Stiefel in Frank Wedekinds Frühlings Erwachen. Nach seinem Engagement in Braunschweig waren weitere Stationen die Theater von Frankfurt (Oder), Bielefeld, Remscheid, Kaiserslautern, Meiningen, Saarbrücken, Trier, Halberstadt und Magdeburg. Ab 1954 war er Oberspielleiter am Volkstheater Halberstadt. Es folgten Engagements in Dessau und bis kurz vor seinem Tod in Halle/Saale.

## Filmographie (Auswahl)
- 1955: Ernst Thälmann – Führer seiner Klasse
- 1974: Polizeiruf 110: Lohnraub
- 1975: Mein blauer Vogel fliegt
- 1976: Ein altes Modell
- 1977: Scherz, Satire, Ironie und tiefere Bedeutung (Theateraufzeichnung)
- 1978: Geschichten aus dem Wiener Wald (Theateraufzeichnung)
- 1983: Frühlingssinfonie